# Erbkrank
Erbkrank («Enfermo hereditario») es una cortometraje de propaganda de la Alemania nazi de 1936. Dirigida por Herbert Gerdes, fue una de las seis películas de propaganda producidas por el Rassenpolitisches Amt (Oficina de política racial) del Partido nazi entre 1935 y 1937 para satanizar a las personas en Alemania diagnosticadas con enfermedades mentales o retardo mental.
El objetivo era obtener apoyo público para el programa de eutanasia Aktion T4, entonces en marcha. Esta película, al igual que las otras de la serie, fue producida a partir de imágenes reales de pacientes en hospitales psiquiátricos alemanes.
Supuestamente, a Adolf Hitler le gustó tanto la película que impulsó la producción del largometraje Opfer der Vergangenheit: Die Sünde wider Blut und Rasse («Víctimas del pasado: El pecado contra la sangre y la raza»). En 1937, Erbkrank habría sido mostrada en casi todas las salas de cine de Berlín.
Antes de la Segunda Guerra Mundial, la película fue distribuida en los Estados Unidos por medio del Pioneer Fund.